# Reprezentacja Włoch w unihokeju mężczyzn
Reprezentacja Włoch w hokeju na lodzie mężczyzn — drużyna reprezentująca Włochy w rozgrywkach międzynarodowych w unihokeju mężczyzn.

## Udział w imprezach międzynarodowych

### Mistrzostwach Świata
| Rok     | M                       | Z                       | R                       | P                       | Suma                    | +/-                     | Miejsce                 |
| ------- | ----------------------- | ----------------------- | ----------------------- | ----------------------- | ----------------------- | ----------------------- | ----------------------- |
| MŚ 1996 | nie brali udziału       | nie brali udziału       | nie brali udziału       | nie brali udziału       | nie brali udziału       | nie brali udziału       | nie brali udziału       |
| MŚ 1998 | nie brali udziału       | nie brali udziału       | nie brali udziału       | nie brali udziału       | nie brali udziału       | nie brali udziału       | nie brali udziału       |
| MŚ 2000 | nie brali udziału       | nie brali udziału       | nie brali udziału       | nie brali udziału       | nie brali udziału       | nie brali udziału       | nie brali udziału       |
| MŚ 2002 | 6                       | 5                       | 0                       | 1                       | 32:22                   | +10                     | 9. miejsce              |
| MŚ 2004 | 6                       | 6                       | 0                       | 0                       | 50:20                   | +30                     | 11. miejsce             |
| MŚ 2006 | 5                       | 1                       | 0                       | 4                       | 14:47                   | -33                     | 8.miejsce               |
| MŚ 2008 | 5                       | 0                       | 1                       | 4                       | 14:51                   | -37                     | 10.miejsce              |
| MŚ 2010 | 5                       | 1                       | 0                       | 4                       | 13:44                   | -31                     | 10.miejsce              |
| MŚ 2012 | nie zakwalifikowali się | nie zakwalifikowali się | nie zakwalifikowali się | nie zakwalifikowali się | nie zakwalifikowali się | nie zakwalifikowali się | nie zakwalifikowali się |
| MŚ 2014 | nie zakwalifikowali się | nie zakwalifikowali się | nie zakwalifikowali się | nie zakwalifikowali się | nie zakwalifikowali się | nie zakwalifikowali się | nie zakwalifikowali się |
| MŚ 2016 | nie zakwalifikowali się | nie zakwalifikowali się | nie zakwalifikowali się | nie zakwalifikowali się | nie zakwalifikowali się | nie zakwalifikowali się | nie zakwalifikowali się |
| MŚ 2018 | nie zakwalifikowali się | nie zakwalifikowali się | nie zakwalifikowali się | nie zakwalifikowali się | nie zakwalifikowali się | nie zakwalifikowali się | nie zakwalifikowali się |
| MŚ 2020 | nie zakwalifikowali się | nie zakwalifikowali się | nie zakwalifikowali się | nie zakwalifikowali się | nie zakwalifikowali się | nie zakwalifikowali się | nie zakwalifikowali się |
| MŚ 2022 | nie zakwalifikowali się | nie zakwalifikowali się | nie zakwalifikowali się | nie zakwalifikowali się | nie zakwalifikowali się | nie zakwalifikowali się | nie zakwalifikowali się |
| Razem   | 27                      | 13                      | 1                       | 13                      | 123:184                 | -61                     |                         |

### Kwalifikacje do MŚ
| Rok  | M | Z | R | P | Suma  | +/- | Miejsce |
| ---- | - | - | - | - | ----- | --- | ------- |
| 2010 | 4 | 3 | 1 | 0 | 34:7  | +27 | 1/8     |
| 2012 | 5 | 1 | 1 | 3 | 16:28 | -12 | 5/6     |
| 2014 | 4 | 2 | 0 | 2 | 24:27 | -3  | 3/6     |
| 2016 | 5 | 1 | 0 | 4 | 18:40 | -22 | 5/6     |
| 2018 | 5 | 0 | 0 | 5 | 13:45 | -22 | 6/6     |
| 2020 | 4 | 1 | 0 | 3 | 29:46 | -17 | 7/8     |
| 2022 | 4 | 1 | 1 | 2 | 35:26 | +9  | 7/8     |